# جین کندی
جین کندی یک روستا در ایران است که در دهستان اجارود غربی واقع شده‌است. جین کندی ۸۴ نفر جمعیت دارد.